# Premio Nacional de Arquitectura de Costa Rica
El Premio Nacional de Arquitectura de Costa Rica es el mayor reconocimiento otorgado en la actualidad, cada dos años a los arquitectos costarricenses destacados por su trayectoria y contribución a la arquitectura de Costa Rica.

## Historia
El Premio Nacional de Arquitectura, que el Colegio de Arquitectos de Costa Rica entrega cada dos años a partir del 3 de octubre de 2007, lleva el nombre de José María Barrantes, como honra personal por su contribución a la cultura nacional y a su prolífica obra, de las cuales muchas de ellas han sido declaradas oficialmente patrimonio arquitectónico del país.
El galardón que lo representa es la estatuilla fundida en bronce, conocida como «Obelisco Fi», obra del escultor Ibo Bonilla, que coincidentemente es el primer arquitecto graduado en la primera escuela de arquitectura de Costa Rica aunque nunca ha ganado el premio, y que  estudió "diseño de modas" también en la misma institución donde Barrantes obtuvo su diploma de arquitecto, la International Schools de Scranton, Pensilvania, Estados Unidos.

En palabras del escultor y arquitecto Ibo Bonilla: 
«La escultura fue concebida a partir de un obelisco de proporciones áureas, girado 90 grados a modo del modelo del ADN, como forma intuitiva básica y estable para una construcción esbelta, y nos remite a nuestra interrelación con la naturaleza y su constante evolución. Las espirales concatenadas hacen referencia al simbolismo de la experiencia vital. En sus ángulos complementarios incorpora arquetipos masculinos y femeninos integrados. Visualmente sugiere movimiento, enfatizado por las sombras difuminadas que producen las caras alabeadas».
Como una ocasión muy especial para la arquitectura mundial, en 2007 también le fue entregada personalmente por una Comisión del Colegio Oficial de Arquitectos, al afamado arquitecto brasileño Oscar Niemeyer en un homenaje a nombre de Costa Rica en la celebración de su centésimo aniversario.

## Galardonados
Hasta la fecha, han sido galardonados los siguientes arquitectos costarricenses:
| Año  | Ganador                 | Obra destacada | Nota                         | Ref.   |
| ---- | ----------------------- | -------------- | ---------------------------- | ------ |
| 2007 | Jorge Bertheau Odio     |                |                              | [ 7 ]  |
| 2007 | Juan Carlos Sanabria    |                | Categoría «Arquitecto Joven» | [ 8 ]  |
| 2010 | Rolando Barahona Sotela |                |                              | [ 9 ]  |
| 2012 | Alberto Linner Díaz     |                |                              | [ 10 ] |
| 2014 | Rafael Ángel García     |                |                              |        |
| 2016 | Franz Beer              |                |                              |        |
| 2018 | Bruno Stagno Levy       |                |                              | [ 11 ] |
| 2022 | Hernán Jiménez Fonseca  |                |                              |        |
| 2024 | Víctor Cañas Collado    |                |                              |        |